# 武卡什·卡奇马雷克
武卡什·卡奇马雷克（波蘭語：Łukasz Kaczmarek，1994年6月29日—），波兰克羅托申人，职业排球运动员，在ZAKSA肯傑任科茲萊俱乐部和波兰国家队担任接应。卡奇马雷克随国家队于2021年参加了东京奥运会，并在2022年世锦赛上夺得银牌。卡奇马雷克随ZAKSA肯杰任科兹莱俱乐部于2021年、2022年和2023年连续三年蝉联欧洲冠军联赛冠军。